# Thierry Maulnier
Pour les articles homonymes, voir Maulnier.
Ne doit pas être confondu avec Michel Talagrand.
Thierry Maulnier, pseudonyme de Jacques Talagrand, né le 1er octobre 1909 à Alès et mort le 9 janvier 1988 à Marnes-la-Coquette, est un écrivain français, philosophe et éditorialiste engagé, passé de L'Action française au Figaro.
Essayiste de droite « ultra », c'est-à-dire moins extrême qu'un Lucien Rebatet, fustigeant le matérialisme des régimes marxistes comme des sociétés capitalistes, il a incarné durant les années 1930 un courant des « non conformistes », parallèle à la Jeune Droite mais affranchi des instances catholiques, qui durant l'Occupation, tout en voulant par nationalisme éviter la Collaboration, a œuvré à la révolution nationale.
Critique attaché au langage classique et opposé au théâtre engagé comme à la littérature existentialiste, c'est aussi un auteur dramatique à la prosodie austère. Proche des Hussards, sans succès populaire, il est élu en 1964 à l'Académie française.

## Biographie

### Formation (1909-1930)

#### Enfant précoce (1909-1924)
Jacques Talagrand est le fils d'une sévrienne, Virginie Gibrac, et d'un normalien, Joseph Talagrand, cévenol qui a été le condisciple de Charles Péguy et de Louis Gillet mais est athée et voltairien. Il grandit avec son frère Marc, aîné d'un an et demi, qui deviendra procureur, à Alès, où son père, professeur de lycée, assure lui-même l'éducation à domicile de ses fils, tout en les admettant occasionnellement dans sa classe. C'est de leur grand-père maternel, Camille Gibrac, correspondant de La Dépêche algérienne et directeur de l'agence Afrique de Havas, qui a épousé une descendante des fondateurs de la colonie de Jadotville, que les frères héritent un esprit patriotique.
Leurs parents divorcent en 1919, après douze ans de mariage. Ils intègrent une classe de rhétorique à Nice, où leur père est affecté et où un lycée a porté le nom de Maulnier. Les relations familiales deviennent exécrables mais Jacques Talagrand obtient le second prix au concours général d'histoire.
Brillant élève quoique dandy désinvolte, il a trois ans d'avance et a déjà à son actif plusieurs poèmes, une pièce de théâtre et un journal intime intitulé Mémoires. Il est admis avec son frère en classe de philosophie au lycée Louis le Grand, à Paris à la rentrée 1924. Les grands-parents maternels, habitants de Garches, assurent le logement. Gymnaste, il pratique aussi la course de fond et restera sportif.

#### Étudiant maurrassien (1925-1930)
Jacques Talagrand poursuit à Louis le Grand en hypokhâgne et khâgne, qu'il doit redoubler pour entrer à  l'École normale supérieure.
Il a pour amie une étudiante en anglais de deux ans plus âgée, Anne Desclos, étudiante à la Sorbonne qui n'hésite pas pour s'amuser à déambuler dans le quartier des Halles déguisée en prostituée. Il a pour camarades Robert Brasillach, José Lupin, Maurice Bardèche, Georges Pelorson, Lucien Paye, Jean Beaufret et Roger Vailland, tous hostiles aux étudiants de la LAURS. Avec eux ou quelques autres, il écrit des pastiches et un canular de roman fantastique intitulé Fulgur, qui met en scène un Fantomas féminin évoluant entre des vierges éventrées jusqu'au triomphe de la flotte afghane sur l'Empire britannique et qui trouve toutefois à être publié en feuilleton dans un journal de province mineur. Les potaches ont l'habitude d'aller admirer ensemble Gaston Baty au Studio des Champs-Élysées, Louis Jouvet au théâtre de l’Athénée, Charles Dullin au théâtre de l'Atelier, Georges Pitoëff au théâtre des Mathurins. Hormis José Lupin, recalé, ils entrent ensemble à l'École normale supérieure en 1928. Ils appartiennent à la même promotion que Claude Jamet, Henri Queffélec, Jacques Soustelle, Maurice Merleau-Ponty, Robert Merle, Paul Gadenne, Julien Gracq et Simone Weil.
Jacques Talagrand admire le talent de Charles Maurras que son professeur de lettres en hypokhâgne, André Bellessort, chroniqueur littéraire au Temps et au Journal des débats, a fait découvrir à ses meilleurs élèves. C'est au Journal des débats, où Maurice Blanchot est chroniqueur politique, qu'il fait la connaissance de Maurras. Lors des conférences organisées au sein de la Sorbonne ou données par André Bellessort lui-même à l'Institut d'Action française, il côtoie le milieu de cette association royaliste. C'est un mouvement politique mais aussi une école idéologique traversée par la question de la tradition catholique quand triomphe une science positiviste. Ses membres ont été excommuniés et ses publications ont été mises à l'Index depuis décembre 1926 par une Curie qui reste marquée par la crise moderniste. Désormais en rupture avec le néothomisme de Jacques Maritain, on y rejette, comme au Vatican, le darwinisme et on y professe le fixisme, ce qui vaut à Pierre Teilhard de Chardin tentant de réconcilier la Doctrine avec le rationalisme, une mise à l'écart en 1921. Talagrand/Maulnier fréquente le local parisien des étudiants d'Action française, au 33, rue Saint-André des arts, à partir de 1929-1930.
Robert Brasillach et Jacques Talagrand envoient des critiques littéraires à la Revue universelle, journal cofinancé par les éditions Plon et l'Action française dont le rédacteur en chef est Henri Massis. Au printemps 1930, ils se proposent pour remplacer avec Maurice Bardèche, José Lupin l'équipe de rédaction du journal que le mouvement édite à destination des étudiants, L'Étudiant français.
Sur l'invitation d'Henri Massis, Thierry Maulnier, pseudonyme qu'il adopte à cette occasion, rejoint aussitôt l'équipe de la maison-mère, si bien qu'il échoue l'année suivante à l'agrégation de lettres qui lui aurait ouvert une carrière de professeur dans l'enseignement du second degré. Sa nouvelle situation lui permet de louer à l'année une chambre à l'Hôtel du Cèdre, 1 rue Lacépède.

### Un fascisme de mots (1931-1938)

#### Marxien de la Jeune droite (1931-1933)
Au quotidien L'Action française, Thierry Maulnier est soutenu par Pierre Drieu la Rochelle et Robert Brasillach, qui siègent au comité de rédaction, et passe rapidement de la chronique littéraire à la rubrique politique. Marxien qui adhère à l'analyse de Friedrich Engels de la plus value, il est conduit à la suite de La Tour du Pin par une réflexion originale, qui lui vaut le surnom de l'Anguille, à rechercher des arguments contre l'idéologie marxiste dans la remise en cause de ce qui dans le capitalisme même se prêterait à la déshumanisation puis la révolte du Lumpenprolétariat et à proposer un nouvel ordre social, qu'il qualifie d'humaniste, qui fasse de la liberté personnelle et du partage des biens spirituels, et non du travail ou de l'argent, sa condition centrale.
Cet engagement idéologique s'inscrit dans un groupe d'intellectuels que l'historiographie repèrera sous le nom qu'ils se sont donné de Non conformistes. Il se traduit dans les années 1930-1934 par sa collaboration à La Revue française et à l'éphémère Réaction pour l'ordre, auxquelles succède en avril 1933 La Revue du siècle, mais aussi aux Nouvelles littéraires, à Rempart et à 1933. Cette tentative de dépassement du communisme comme du libéralisme, qui est en premier lieu une contestation de l'ordre bourgeois, est résumé dans un premier livre, La crise est dans l'homme, qui est un recueil d'articles. L'ouvrage est édité par Antoine Redier, un ancien des Chemises bleues, qui avait été le premier mouvement fasciste français. Il y dénonce, à l'instar de Herbert Marcuse, le technicisme et le consumérisme du modèle inhumain qu'est la société américaine.
Avec Jean-Pierre Maxence, bientôt suivi par les représentants de la nouvelle génération tel Claude Roy, Thierry Maulnier incarne au sein de la Jeune droite une ligne dissidente, plus radicale, opposée à la compromission de la droite catholique, actée par les accords du Latran, avec le fascisme de Mussolini. Il juge celui-ci affadi par des préoccupations sociales et le qualifie de « collectivisme autoritaire » inadapté au salut d'une France où l'individu ne renoncerait pas « à se faire valoir comme être humain autonome ». Il restera cependant en deçà de l'outrance qui caractérise la ligne adoptée très tôt par Robert Brasillach. Son conservatisme libertaire, comme chez Jacques Chardonne, est celui d'un réactionnaire qui ambitionne la restauration par une révolution d'un ordre social traditionnel, corporatiste, qui n'asservirait pas l'individu, et sa morale, comme chez Friedrich Nietzsche, se veut aristocratique.

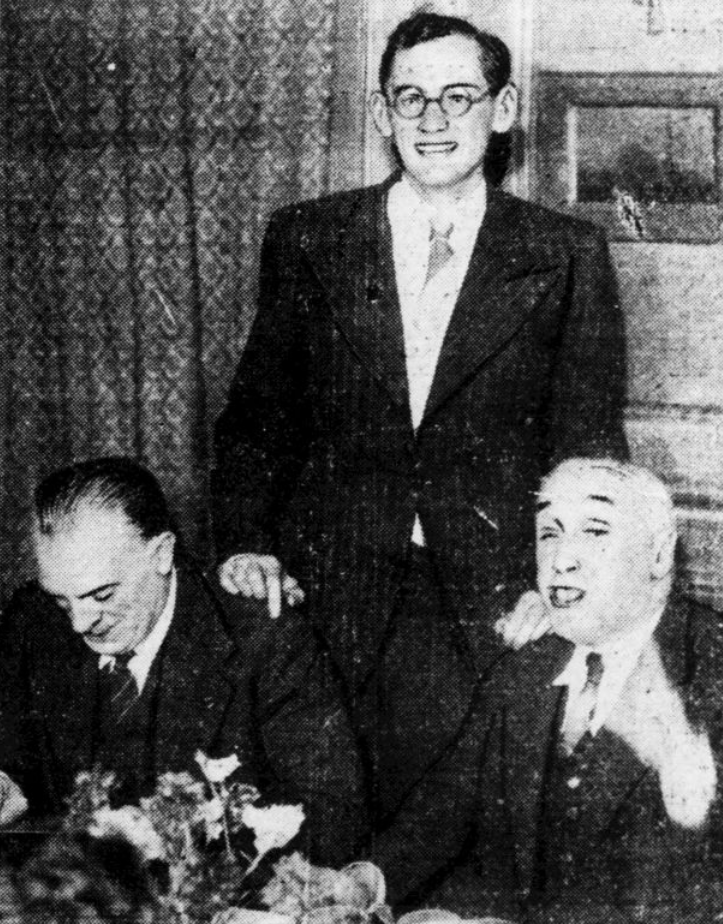
Thierry Maulnier recevant le prix des critiques littéraires pour son livre sur Racine avec Gaston Rageot et Jean Vignaud, président du jury dans Le Petit Provençal du 12 mai 1935.

Il met à profit son service militaire pour rédiger un essai qui retrouve dans l'œuvre de Racine le héros à l'avènement duquel appelle l'auteur de La Naissance de la tragédie. L'ouvrage concourt pour le Prix de la Critique. Il rédige la préface de la traduction française Troisième Reich, ouvrage de son homologue allemand en nationalisme Arthur Moeller van den Bruck paru dix ans plus tôt auquel il emprunte l'idée d'une troisième voie entre communisme et capitalisme.

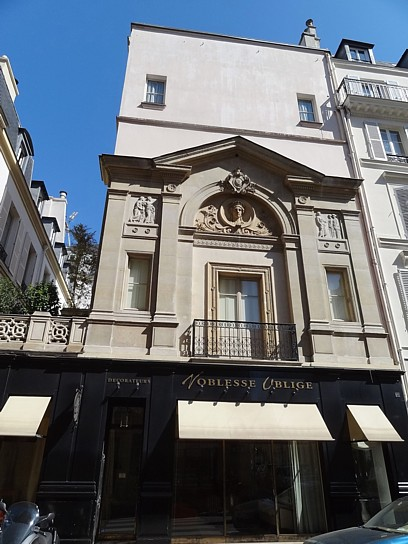
Ancien atelier de Gustave Doré, 27 rue de Bellechasse, où habitait Thierry Maulnier durant l'entre deux guerres, à partir de 1934.

Il retrouve régulièrement à La Coupole Jean-Pierre Maxence et le frère de celui-ci, Robert Francis, Maurice Blanchot et Claudine Chonez, auteur de poèmes qui mêlent spiritualité et érotisme. Irreligieux, il inaugure au printemps 1933 une relation libre avec Anne Desclos, liaison clandestine qui durera huit ans où celle-ci trouve là le courage de divorcer d'un mari violent et dont elle s'inspirera en partie pour écrire après guerre Histoire d'Ô.

#### Le temps de l'engagement (1934-1935)
Durant les manifestations de janvier et février 1934, Thierry Maulnier défile dans les rangs des Croix de feu. À la suite de cet épisode insurrectionnel, il publie avec Jean-Pierre Maxence et Robert Francis, un ouvrage programme qui sera salué par les nazis pour son biologisme, Demain la France. Il est de ceux qui voient dans le jeune Comte de Paris, par lequel il est reçu à Bruxelles ainsi que bien d'autres qui ne sont pas tous pour autant des Camelots du Roi, un possible recours face à une Troisième République qu'il juge décadente.
Il séjourne quinze jours en août à l'Hôtel du Mont-Blanc de Vallorcine pour pratiquer la course en montagne et retrouver dans les paysages alpins l'esprit de grandeur que cultivait Nietzsche, randonneur de la Haute Engadine. Il y retournera régulièrement avec sa mère et son beau-père. Il termine sa formation militaire à Noël 1934 au grade de sous-lieutenant de réserve par un stage de deux mois et demi au camp de Mourmelon au sein du 46e R.I.
En mai 1935, il représente avec Jean de Fabrègues les Jeunes droites au Congrès sur les corporations qui se tient à l'Institut fasciste de la culture, à Rome. Il s'y rend en compagnie de Robert Aron, Claude Chevalley et René Dupuis, délégués d'Ordre Nouveau, de Georges Roditi, Paul Marion, de la revue L'Homme nouveau, d'Emmanuel Mounier, André Ulmann, Louis-Émile Galey, de la revue Esprit, Pierre Gimon, délégué des Jeunesses patriotes, Pierre Ganivet, cégétiste de la revue L'Homme réel. À l'automne, il soutient l'annexion de l'Éthiopie par l'Italie fasciste en signant parmi les premiers le Manifeste des intellectuels français pour la défense de l'Occident et la paix en Europe. Il justifie ce manifeste devant les étudiants d'Action française.

#### Armer la droite (1936)
En janvier 1936, Thierry Maulnier crée avec Jean de Fabrègues une revue mensuelle destinée à approfondir la réflexion idéologique, Combat, qui paraîtra jusqu'à la guerre. Il y signe ses articles les moins importants du pseudonyme de Dominique Bertin. D'emblée les dissensions apparaissent entre son équipe et celle de Jean de Fabrègues, au sein de laquelle on ne croit pas à une révolution nationaliste, programme d'affichage qui n'a rien de concret, mais à l'émergence d'une forme de néothomisme, qualifiée par beaucoup de spécieuse, qui transcende marxisme et libéralisme. S'il s'emploie à surmonter les clivages avec la droite catholique, il essaie de bousculer les conservateurs qui « ont défendu l'ordre établi […], la démocratie […] sociale, le capitalisme […] il faut en finir. […] Ce que nous appelons Ordre, c'est précisément la subversion totale de cet ordre-là ».
En mars 1936, il fonde avec Robert Castille, conseiller juridique du député antisémite Xavier Vallat qui a été condamné à six mois de prison pour avoir agressé Marc Sangnier et ancien secrétaire général des étudiants d'AF, et Henry Charbonneau, un éphémère Comité de vigilance de la jeunesse,. Ce comité organise plusieurs meetings, dont un meeting des « jeunes mobilisables » au Magic City, dans le contexte de la remilitarisation de la Rhénanie, avec Louis Darquier de Pellepoix, choisi pour présider le CNVJ. Ces réunions témoignent du néo-pacifisme des nationalistes maurrassiens ; Maulnier, prêt à défendre la France si elle est agressée, fustige le « Front populaire aux ordres de Moscou (qui) veut la guerre » et une « guerre qui tournerait au bénéfice de nos ennemis de l'intérieur ».

#### Insurgé (1937)
Le 13 janvier 1937, il fonde avec Jean-Pierre Maxence et Maurice Blanchot, apologue du terrorisme d'état à la Robespierre mais pas assez antisémite et trop antinazi au goût de Robert Brasillach, un hebdomadaire satirique, L'Insurgé politique et social. La ligne éditoriale, fixée par Pierre Monnier, veut concilier l'esprit de révolte de Jules Vallès, auquel le titre est emprunté, et l'antisémitisme d'Édouard Drumont. Les fonds ont été apportés par Jacques Lemaigre Dubreuil, président des Huiles Lesieur. Le siège du journal est abrité au 31 rue Caumartin par le Parti national révolutionnaire et social fondé par Eugène Deloncle. Thierry Maulnier embauche Kléber Haedens, admirateur jaloux d'Anne Desclos, qui est omniprésente.
Dès mars, Thierry Maulnier est poursuivi en correctionnelle avec cinq autres journalistes pour avoir affirmé dans un article que la troupe a tiré sur des ouvriers. Il le sera plusieurs fois, augmentant ainsi popularité et tirages. Il y fait paraître sous un pseudonyme androgyne, Dominique Aury, les critiques de littérature et de peinture qu'il a appris à sa maîtresse à rédiger, ainsi que des articles de Georges Blond, disciple d'Alexis Carrel, le camarade de Philippe Pétain et théoricien de l'eugénisme, de la naturopathie et du comportementalisme. Lui-même, à sa table du Café de Flore ou chez Lipp, brasserie qui sert tous les mardis soir de salle de rédaction à Combat, rédige des articles dans lesquels il abuse de violence verbale contre le Front populaire et Léon Blum pour fustiger le parlementarisme sinon ses « dérives » et défendre un patriotisme proche du courant fascisant. Ces positions se retrouveront enrobées dans l'essai Au-delà du nationalisme, recueil et synthèse d'articles qui paraitra en février 1938.
Charles Maurras, alors emprisonné pour huit mois à la Santé, s'en émeut, Jacques Lemaigre Dubreuil ne tolère plus que ses capitaux rémunèrent des journalistes anticapitalistes et l'aventure cesse au quarante deuxième numéro le 27 octobre 1937. Jean-Pierre Maxence, toujours chroniqueur littéraire à Gringoire qui s'engage dans Solidarité française, et Pierre Andreu sont écartés de Combat.

#### Soutenir les dictatures (1938)
Thierry Maulnier, concluant que la révolution ne viendra pas des Dubreuil et autres membres de la Cagoule, rentre dans le rang et redevient en 1938 un collaborateur de l’Action française, régulièrement rémunéré. Avec les autres membres de la rédaction de Combat, qui compte désormais parmi ses contributeurs deux camarades du cercle La Tour du Pin, Jean-François Gravier et François Mitterrand[réf. à confirmer], il organise à Paris et en province quatre conférences militantes qui prolongent ses articles.
À la chute de la république d'Espagne, Thierry Maulnier soutient la dictature de Franco dans son projet de régénérer la nation. Un an après le bombardement de Guernica, il rencontre le nouvel ambassadeur nazi Otto Abetz dans le cadre de la Société franco allemande (de) et s'explique sur son « antisémitisme raisonnable », qui ne veut pas éliminer les Juifs, pour ce qu'ils seraient une race maudite, que ce soit pour avoir fait crucifier le Christ ou pour avoir suscité une jalousie économique, mais les « assimiler » en supprimant la société mercantile, pour ce qu'elle leur donnerait une puissance disproportionnée et une « hétérogénéité irréductible ». Pour Thierry Maulnier, le « problème juif » n'est pas la cause de la crise du capitalisme mais son effet. C'est en supprimant le capitalisme qu'on résoudrait l'antisémitisme, et non en supprimant les Juifs qu'on règlerait la crise capitaliste. En octobre 1938, il applaudit les accords de Munich et soutient l'annexion des Sudètes parce qu'il voit dans le régime nazi le meilleur rempart contre le communisme. Il souligne dans Combat de novembre 1938 le dilemme des nationalistes français « hostiles sentimentalement à l'Allemagne » mais tout aussi hostiles au régime républicain, au communisme et à une croisade antifasciste et convaincus sans l'avouer qu'« une défaite de l'Allemagne signifierait l'écroulement des systèmes autoritaires qui constituent le principal rempart à la révolution communiste » et qu'une victoire de la France « eût été moins une victoire de la France qu'une victoire de principes considérés à bon droit comme menant tout droit à la ruine de la France et de la civilisation elle-même ».
À l'automne 1938, sa maîtresse Dominique Aury lui demande une préface à une Introduction à la poésie française qui fait suite au mémoire qu'elle a soutenu en Sorbonne. Concomitamment, l'éditeur, Jean Paulhan, est sollicité par Alan Boase, professeur de littérature française de l'université de Glasgow et futur pilier des French Studies qui a fait redécouvrir les poètes précieux du XVIIe siècle, pour préparer une anthologie. Jean Paulhan adresse Alan Boase à Thierry Maulnier et se contentera d'une publication dans Mesures des Stances de la mort préfacées par le professeur écossais. L'anthologie de Dominique Aury paraitra sous le seul nom de Thierry Maulnier en septembre 1939, durant la drôle de guerre. Reçu comme une diane française, le livre devra être réimprimé de nombreuses fois tant son succès sera grand. L'anthologie de poésie précieuse ne paraitra, elle, qu'une fois la guerre finie, en 1945, celle d'Alan Boase en 1949.

### Louvoiements dans la guerre (1939-1944)

#### L'opportunité de Vichy (1939-1940)
Il apprend la déclaration de guerre en compagnie de Pierre Boutang, de l'écrivain Claude Roy, et de Lucien Rebatet. Il est mobilisé dès septembre 1939 au grade de sous-lieutenant le 5 septembre 1939 au quartier Raoult du 46e R.I., à Fontainebleau, avant d'être affecté dans le même régiment au camp de Mourmelon. Myope et héméralope, il est démobilisé dès novembre. Jusqu'à la défaite, il souhaite la victoire franco-anglaise. Durant la débâcle, la direction de Je suis partout, Charles Lesca, Alain Laubreaux, Robert Brasillach, Lucien Rebatet, est convoquée par la police pour atteinte à la sûreté de l'état ainsi que nombre d'intellectuels fascistes. L'édition du dernier numéro est confiée en urgence à Thierry Maulnier, collaborateur occasionnel de l'hebdomadaire, et Pierre Varillon. Celui là refuse d'y faire mention des arrestations et de publier un article de Robert Brasillach dénonçant une violation de la liberté de la presse.
Il retrouve ses fonctions auprès de Charles Maurras, qu'il rejoint durant l’Exode dans la voiture de Léon Daudet à Limoges, et à l'Action française, qui transfère son siège à Lyon. Dès les débuts de l'Occupation, il prédit, en privé, l'échec à un terme plus ou moins lointain du projet irréaliste d'Hitler, note l'hostilité des passants aux soldats de la Wehrmacht et incite François Sentein à diffuser de la propagande clandestine contre les Allemands. Le Cri du peuple, journal de Doriot, l'accuse, lui et Pierre Varillon, d'avoir été « au service de tous les criminels mensonges de Mandel et Reynaud », autant dire des acteurs de la défaite. En novembre 1940, il est à Vichy pour rencontrer le chef de cabinet et le secrétaire général du Maréchal, l'inspecteur des finances Henry du Moulin de Labarthète et l'amiral Jean Fernet, ainsi que le secrétaire d'État de Laval, Paul Baudouin, qui vient de signer le statut des Juifs et devient un mois plus tard, en tant que Secrétaire d'état à l'information, son ministre de tutelle.
Il publie aussi dans la Revue universelle, dans Candide et à partir de janvier 1941, parfois sous le pseudonyme de Jacques Darcy, au Figaro, que dirige Pierre Brisson et auquel il a déjà eu l'occasion avant guerre de donner quelques articles. Quand le 7 février 1941 Je suis partout reparait, il y est décrié comme un « monument de la jobardise pédantesque » et un « gaulliste honteux et anglophile à la solde de l'Intelligence Service ». Les insultes ne cessent que quand son ami Robert Brasillach rentre de l'Oflag, le 25 avril, et prend la direction du journal collaborationniste. Thierry Maulnier se fait chroniqueur militaire mais aussi apologue de la révolution nationale. Fidèle au slogan de Maurras « la France seule », il s'accommode aussi bien de l'Occupation que de l'éventuelle victoire de l'Angleterre, à laquelle il n'appelle donc pas, pourvu que ce soit l'occasion pour la France de « se régénérer ».

#### Propagandiste de la révolution nationale (1941-1942)
Désormais journaliste autorisé, Thierry Maulnier donne aussi des articles à La Légion, mensuel illustré publié à partir de juin 1941 sous la présidence directe de Pétain, qui s'en fait un conseiller personnel. Six mois plus tôt, le 21 janvier, il était choisi, avec Antoine de Saint-Exupéry, pour être un des quarante membres du comité directeur du Rassemblement pour la révolution nationale, qui est un éphémère parti politique créé par Henry du Moulin de Labarthète pour faire pièce au projet de parti unique porté par Marcel Déat.
Quand, en janvier 1942, est créé sous la direction d'Yves Urvoy l'Institut national de formation légionnaire pour endoctriner les cadres de la Légion française des combattants, c'est donc naturellement qu'il est nommé responsable des programmes. Il y donne lui-même des conférences et fait intervenir entre autres Paul Marion et François Perroux. François Mitterrand, ex collègue de Combat bientôt engagé dans le réseau d'Antoine Mauduit-Larive, y fait un passage. Au terme d'un an est créée au sein de la LFC la Milice, dont l'école des cadres évince l'École des cadres d'Uriage, foyer des « vichysto résistants », et en accapare les locaux dans le Château d’Uriage.
Thierry Maulnier bénéficie du soutien de René Vincent, ex rédacteur en chef de Combat qui est entré au Secrétariat général à l'information et qui lui confie la rédaction d'un nouvel hebdomadaire, Demain. C'est un organe de presse de la Fédération nationale catholique fondé en février 1942 par Jean de Fabrègues à la demande pressante de l'épiscopat français désireux de rallier les démocrates chrétiens hostiles à la cause du Maréchal et de s'impliquer dans le redressement moral de la jeunesse.
Il y travaillera jusqu'en 1944, sous la supervision de René Vincent, relayant les consignes du ministère de Paul Marion et la propagande vichyste ainsi que dans la revue Idées consacrée à l'idéologie maréchaliste. Quand les Alliés débarquent en Afrique du Nord, le 8 novembre 1942 et que la zone libre est envahie, Le Figaro est interdit par la censure allemande, interdiction que le dernier numéro présente comme un sabordage, à l'image de la flotte de Toulon.
C'est à Thierry Maulnier, ainsi qu'à André Fraigneau, qu'est alors confiée la supervision des Cahiers français, nouvelle mouture des Cahiers de la génération que dirige désormais Jean Le Marchand, un ancien collègue de Combat assisté du jeune Roland Laudenbach, le neveu de Pierre Fresnay. C'est le journal officiel de la propagande des Chantiers de la jeunesse française, dont l'Occupant désormais se défie et d'où sortiront nombre de résistants et recrues de l'Armée d'Afrique engagée aux côtés des Alliés. Y publient entre autres Louis Salleron, Jean de Fabrègues, René Vincent, Pierre Andreu, François Sentein, Raoul Girardet, Antoine Blondin, Jean Turlais. La revue continuera après la fin de la guerre sous le titre de Cahiers de la Table ronde et Thierry Maulnier en fixera la ligne générale jusqu'à la fin de l'année 1949.

#### En retrait de la Collaboration (1943-1944)
À Lyon, Charles Maurras est rudoyé par des hommes de la Milice, à la création de laquelle il avait applaudi. Dans ce qui faisait jusqu'à l'invasion de la zone libre figure de petite capitale, tous les journalistes parisiens se fréquentent, notamment Chez Antoinette dont ils ont fait leur cantine, et Thierry Maulnier a retrouvé un condisciple de Normale, Jean Beaufret, lequel entrera dans la Résistance en janvier 1944.
Celui-ci, au début du doux hiver 1943, le met en contact avec Roger Stéphane, l'adjoint de Pierre-Henri Teitgen au sein des Mouvements unis de la Résistance empêtrés dans leur réorganisation. Depuis novembre, les Français se demandent si l'Allemagne n'a pas commencé devant Stalingrad de perdre la guerre. Il est question de faire passer Thierry Maulnier de L'Action française au journal clandestin Combat, pour lequel celui-ci réaliserait un hebdomadaire, Les Cahiers de Combat. Thierry Maulnier refuse, au prétexte que l'influence et l'audience du premier sont plus grandes que celles du second, ce qui est inexact. Quelques jours plus tôt, il fustigeait les idées individualistes de Jean-Jacques Rousseau, accusé d'avoir ruiné l’ordre et la tradition issues du monde grécolatin et causé les deux plus grandes catastrophes de l’histoire de France, la chute de l’Ancien régime et l’invasion allemande. Georges Bidault, président du comité directeur du Front national sud depuis février 1943, déclare à propos de ce raté « Je veux bien qu'une putain me prétende qu'elle est vierge mais je suis en droit de lui demander de quitter le bordel ». Membre du réseau Combat qui a été arrêté au printemps précédent et s'est évadé en novembre 1942, Roger Stéphane est de nouveau arrêté le 17 mars 1943, quelque temps après son entrevue avec Thierry Maulnier et trois mois avant la capture de Jean Moulin.
Revenu à Paris, Thierry Maulnier contribue à une Histoire de la médecine, travail alimentaire que lui offre des amis proches de La Cagoule. Il fréquente aussi bien le capitaine Ernst Jünger, figure intellectuelle majeure de la révolution conservatrice lors de la république de Weimar, employé de la censure mais secrètement opposé à l'hitlérisme, que François Sentein, directeur d'un chantier de jeunesse, ou Maurice Clavel, qu'il retrouve régulièrement aux Deux magots et auquel il propose de cacher des résistants dans son logement 27 rue de Bellechasse, parce qu'il n'y a pas de concierge. À partir d'octobre 1943, tout en continuant d'envoyer ses articles à L'Action française et la Revue universelle, il se consacre à la vie du théâtre, que pilote son ami Jean-Louis Vaudoyer désormais en disgrâce auprès des jusqu'au boutistes de la Collaboration, et à la carrière de Marcelle Tassencourt, actrice de trente ans qu'il a rencontrée dans le train à la fin d'octobre 1940 alors qu'elle était mariée à un avocat devenu journaliste, Louis Gabriel Robinet, et qu'ils se rendaient en compagnie de collègues du Figaro à Lyon, en zone libre.
En 1944, il est arrêté au café Au vieux Paris en compagnie de Pierre Grappin, Pierre Courtade, Annie Hervé, Pierre Kaufmann et Madeleine Herr, et placé quelques jours en détention
Au printemps 1944, il met en scène pour elle une Antigone de Robert Garnier, auteur renaissant que lui a fait découvrir son ancienne maîtresse, Dominique Aury, pour laquelle il a rédigé en 1941 une préface, mais avec laquelle la rupture était devenue définitive en mai 1942. Celle-ci, travaillant pour la Résistance aux côtés de Jean Paulhan puis de Marguerite Donnadieu, est passée dans le camp adverse en septembre 1942, peu avant que lui-même ne s'engage dans la propagande pour les Chantiers de la jeunesse française. Alain Laubreaux raille un Thierry Maulnier en « gaulliste forcené », lui reprochant ainsi de vouloir par cette Antigone, qui est un plaidoyer contre la tyrannie, donner des gages au futur vainqueur.
Le 25 novembre 1944, Thierry Maulnier épouse Marcelle Tassencourt dans Paris libéré.

### Anticommuniste influent et reconnu (1945-1988)

#### Purgatoire (1945-1949)
Durant l'Épuration, Demain n'est pas autorisé à reparaître. Roger Stéphane, qui était entré dans la Résistance dès 1941 et auquel avait été au début de l'année 1943 soumis un projet de revue par Thierry Maulnier, a accepté à l'automne 1944 de se porter caution pour celui-ci, qui retrouve grâce à cette démarche sa carte de presse.
Thierry Maulnier, secondé par sa femme, se démène pour faire signer la pétition qui sauverait Robert Brasillach, son ami de plus de quinze ans, de la peine de mort, en vain. Il trouve refuge dans un petit journal de Sarlat renommé en 1944 L'Essor et reprend la direction de ce qui fut les Cahiers français, revue des Chantiers de la jeunesse durant l'Occupation, sous le titre de Cahiers de la Table ronde, qui lui a été donné après la Libération, en décembre 1944, par Roland Laudenbach. Il la renommera à son tour La Table ronde en s'associant, en janvier 1948, avec François Mauriac avant que celle-ci ne soit rachetée par Plon et ne devienne le point de ralliement des Hussards. La maison d'édition homonyme, fondée en juillet 1944 sous le nom d’Éditions du Centre par Roger Mouton, ex directeur d'un « centre de la jeunesse », l'édite en 1946 sous son pseudonyme de Jacques Darcy aux côtés de ses camarades vichystes, Paul Baudouin, Gabriel Jeantet, Jacques Isorni, le Colonel Groussard.
En 1947, il se voit confier la critique littéraire de la revue Hommes et Mondes par son fondateur, le promoteur des États-Unis d'Europe pétainiste Gaston Riou, et passe en novembre 1950 à la rubrique politique. François Mauriac et Pierre Brisson, engagés dans l'anticommunisme de la guerre froide et l'atlantisme, en font, tout comme Vladimir d'Ormesson, un collaborateur régulier du Figaro malgré les protestations de collègues heurtés de devoir travailler avec un ancien vichyste. Thierry Maulnier y poursuivra sa carrière de journaliste jusqu'à sa mort. Les Éditions Fayard lui recommandent le champion de France du huit cents mètres Michel Clare, dont il fait son secrétaire et avec lequel il pénètre le monde du sport.

#### Contre la décolonisation (1950-1955)
Sans pour autant dévier de ses positions paradoxales, son engagement politique se fait plus discret mais alors que s'ouvre le procès d'Henri Martin, marin et ancien résistant militant contre la guerre d'Indochine, il exprime à l'automne 1950 sa sympathie pour l'armée française prise dans la piteuse défaite de Long Son. Six mois plus tôt, le 21 février, il témoignait au procès de Louis-Ferdinand Céline en faveur de celui-ci, finalement condamné pour intelligence avec l'ennemi puis amnistié. En 1953, convaincu de la faiblesse de la procédure menée contre les époux Rosenberg, il se prononce contre leur exécution, contrairement à Raymond Aron, et met en garde contre l'effet néfaste pour la cause atlantiste qu'aurait la révélation ultérieure de leur innocence. À la chute de Diên Biên Phu, il fulmine contre ce qu'il voit comme un défaut d'engagement patriotique de Jean-Paul Sartre et la complicité tacite des intellectuels germanopratins avec l'URSS.
Il donne sa dernière contribution à La Table ronde en novembre 1955. Il défend le projet colonial de la France comme une œuvre civilisatrice. Quand la guerre d'Algérie prend la suite de la guerre d'Indochine, il se fait le porte parole des partisans de l'Algérie française, « terre attachée à notre terre, […] chair attachée à notre chair ». Il honore la mémoire des soldats français impliqués en publiant un recueil de leurs lettres. C'est à Thierry Maulnier, au sujet de l'indépendance de l'Algérie et du maintien dans la France des Territoires du Sud, devenus le Sahara algérien, que Raymond Aron répondra en publiant en avril 1957 La Tragédie algérienne. Thierry Maulnier qualifie de « lobby de l'abandon » cette droite au pouvoir qui ne voit plus dans les colonies qu'un risque. Aux lendemains du putsch des généraux, qu'il désapprouvera après avoir fait en 1959 un reportage auprès des pieds-noirs mais qu'il excusera en accusant le gouvernement lui-même, il reconnaitra la vanité des attentats de l'OAS.

#### Fédéraliste européen (1956-1967)
Avec certains non conformistes des années 1930, Robert Aron, Daniel-Rops, Jean de Fabrègues, Alexandre Marc, Denis de Rougemont, il travaille au sein de l'Union des fédéralistes européens à la formulation et la diffusion de concepts utiles à la reconstruction d'une Europe politique. Cet engagement pro-européen se traduit de 1956 à 1971 par une collaboration épisodique au mensuel Le XXe siècle fédéraliste édité par le groupe d'influence La Fédération.
Le 16 décembre 1958, dix mille spectateurs sollicités par des cercles dominicains et des étudiants intégristes de la Sorbonne accompagnent le cardinal Feltin, archevêque de Paris qui fut vichyste, venu applaudir au Vélodrome d'Hiver l'adaptation que Thierry Maulnier a faite du Procès à Jésus (it), pièce antisémite de Diego Fabbri qui ressasse l'idée d'une malédiction pesant sur les Juifs, « peuple déicide », et qui a été condamnée par le Saint Office pour « offense à la religion et incitation à la haine sociale ». Le spectacle se clôt par une procession jusqu'à Notre Dame.
En juin 1959, l'ensemble de sa carrière littéraire est honorée du grand prix de littérature de l'Académie française. Il se fait metteur en scène assistant de sa femme, Marcelle Tassencourt, nommée en 1961 directrice du théâtre Montansier, à Versailles, grâce à l'intervention du ministre des Affaires culturelles André Malraux. Le 13 février 1964, quatre ans après Henri Massis, il est élu à l'Académie française au fauteuil d'Henry Bordeaux. Éternel distrait, il oublie son épée de cérémonie le jour de son intronisation.

#### La Nouvelle droite (1968-1977)
À la fin des années soixante, Thierry Maulnier fonde avec Dominique Venner l'Institut d'études occidentales, éphémère dissidence du GRECE d'Alain de Benoist qui se veut un contre feu au gauchisme de mai 1968, qu'il préside. L'IEO disparaît en 1971. Les analyses et travaux de l'institut seront repris dix ans plus tard par la Nouvelle Droite.
Gendre d'une citoyenne américaine, il préside l'Association France États-Unis de 1967 à 1988.
En 1968, il est des premiers conférenciers à participer au sein de la nouvelle Association pour la liberté économique et le progrès social au « réarmement idéologique des partisans et des praticiens de l’économie de marché » que, face au gauchisme de Mai 68, met en œuvre le gouvernement de son ancien camarade de Normale Georges Pompidou. Il siège aux côtés de Madeleine Renaud et Georges Neveux à la commission qui, au sein du comité des programmes de l'ORTF, supervise l'émission Au théâtre ce soir. En 1970 il participe au comité de patronage de Nouvelle École, succursale de la Nouvelle Droite.
En 1971, il est élu membre de l'Académie de Nîmes.
En janvier 1975, il signe aux côtés de la veuve du Maréchal Juin, de celle du Maréchal de Lattre de Tassigny, Simonne, du Colonel Rémy, de Maurice Druon, de Michel de Saint Pierre, de Jean Cau, de Louis Pauwels, de Michel Droit, de François Brigneau et de trente trois parlementaires, le Contre appel des deux cents lancé par Joël Dupuy de Merri, un des dirigeants du PFN, pour s'opposer à la syndicalisation des militaires.
En mai 1977, il signe une pétition dénonçant l'arrestation de Philippe Cuignache et Serge Rep, militants du GUD restés proches du PFN et camarades d'Alain Escoffier, qui, à vingt sept ans, s'est immolé le 10 février précédent, huit ans après Richard Sivietch, Yan Palach et Yan Zaïtch, devant le siège parisien de l'Aéroflot, avenue des Champs Élysées, au cri de « Communistes assassins ! ». Cette année 1977, il participe au XIIe colloque du GRECE.

#### Moraliste face à la maladie (1978-1988)
À l'âge de la retraite, parkinsonien depuis 1973, Thierry Maulnier, dictant ce qu'il ne peut plus écrire lui-même, ne se consacre plus guère qu'à la réflexion sur le sens de la vie. Il sort de l'oubli une pièce de jeunesse de Jean Racine, La Thébaïde, en la présentant au festival de Versailles de juin 1980.
En 1981, à l'occasion de la campagne présidentielle, il est des dix sept membres du comité de soutien à la Fondation droit animal réuni par Alfred Kastler qui signent une pétition engageant les candidats à défendre un droit des animaux. Lui-même et sa femme vivent entourés d'une douzaine de chats recueillis dans leur maison de Marnes-la-Coquette. En 1986, il siège dans le jury du Cercle Montherlant, association de deux cents membres qui décerne chaque année un prix à un artiste ayant contribué au rayonnement de la France. Il devient aussi membre d'honneur de Secours de France, association d'aide aux Pieds-noirs et aux Harkis.
En quête d'une spiritualité humaniste dépassant le christianisme sans le renier, il meurt à la clinique chirurgicale du Val d'Or à Saint-Cloud, où l'a conduit une chute ayant entrainé une fracture du col du fémur, sans avoir fait retour au catholicisme mais sa dépouille reçoit des obsèques religieuses, présidées par le père Ambroise-Marie Carré. À l'Académie, c'est Jean d'Ormesson, qu'il avait été chargé d'accueillir en 1973, qui lui rend hommage. Un lycée général et technologique de Nice a porté son nom avant d'être rebaptisé Mélinée et Missak Manouchian en avril 2023.

## Œuvre

### Roman
Avec Robert Brasillach, Roger Vailland, Paul Gadenne, F. Semach, J. M. Pin, P. Frémy & A. Fabre, Fulgur, grand roman d'aventures de police et d'épopée, La Tribune de l'Yonne, Sens, 1927.
Rééd. dir. J. Servière, préf. Francis Lacassin, coll. La Seconde chance, Éditions Julliard, Paris, 1992, 367 p. (ISBN 9782260009757)

### Essais idéologiques
- La crise est dans l'homme, Redier, Paris, 1932 ; rééd. Librairie de Flore, Grandeur de la monarchie, suivi de "La crise est dans l’homme", préf. Nicolas Kessler, 290 p., , 2024.
- Avec J. P. Maxence & R. Francis, Demain la France, Grasset, Paris, 1934.
- Mythes socialistes, 1936.
- Principes d'un réalisme révolutionnaire, Les Cahiers de Combat n° 1, 1937.
- Au-delà du nationalisme, 1937.
- La pensée marxiste, 1938.
- La France, la guerre et la paix, Lyon, 1942.
- Violence et conscience, 1945.
- Arrière-pensées, 1946.
- Le XXe siècle fédéraliste, 1963.
- Lettres aux Américains, 1968.
- L'honneur d'être juif avec Gilbert Prouteau, 1970.
- Le Sens des mots, 1976.
- Dialogue inattendu, avec le communiste Jean Elleinstein, Flammarion, 1979.

### Études historiques
- Histoire de la guerre, 1946.
- La course des rois, 1947.
- La Révolution du XXe siècle, 1948.
- La Face de méduse du communisme, Éditions Gallimard, 1951.
- Ceux d'Algérie : Lettres de Rappelés précédées d'un débat entre Jean-Yves Alquier, Roger Barberot, Raoul Girardet, Michel Massenet et Thierry Maulnier., Éditions Plon, 1957.
- Cette Grèce où nous sommes nés, 1964.
- L'Europe a fait le monde, 1966.
- L'Italie que j'aime, 1967.
- La Défaite d'Annibal, Éditions Gallimard, 1968.
- Le monde a pris le large à partir de Paris, avec Gilbert Prouteau, 1982.

### Essais philosophiques
- Nietzsche, Redier, Paris, 1933.
- Les Vaches sacrées, 1977.
- L'étrangeté d'être, 1982.
- Le Dieu masqué, 1985.
- Les matins que tu ne verras pas, 1989.

### Études littéraires
- Racine, Alexis Redier, mai 1935 ; rééd. Éditions Gallimard, 1936 ; rééd. 1988.
- Préface, in D. Aury, Introduction à la poésie française, coll. Blanche, Éditions Gallimard, Paris, septembre 1939.
- Poésie du XVIIème siècle, 1945.
- Langages, 1946.
- Esquisses littéraires, 1948.
- Introduction à Colette, 1954.
- Lecture de Phèdre, 1967.

### Pièces de théâtre
- 1920 : Tomyris, reine des Messagètes., tragédie en vers inédite.
- 1947 : La Course des rois mise en scène par Émile Dars, reprise en 1948 dans une mise en scène de Noël Vincent.
- 1949 : Jeanne et les juges mise en scène par Maurice Cazeneuve sur le parvis de la cathédrale de Rouen, reprise en 1950 dans une mise en scène de Marcelle Tassencourt au théâtre du Vieux Colombier, en 1968 et en 1990.
- 1950 : La Ville au fond de la mer, diffusé à la radio par RTF le 1er juillet 1950, avec Michel Vitold, Maria Casares, Roger Blin et Marcelle Tassencourt pour interprètes, première en 1953.
- 1950 : Le Profanateur mis en scène par Jean Vilar dans le Verger d’Urbain V lors du festival d’Avignon en juillet, repris en janvier 1951 au théâtre de l'Essor à Tunis, en 1952 dans une mise en scène de Tania Balachova au Théâtre du Vieux Colombier puis au Théâtre des Arts.
- 1953 : La Maison de la nuit, pièce en trois actes (Éditions Gallimard, 220 pages) mise en scène par Marcelle Tassencourt et interprétée par Michel Vitold en 1953 au Théâtre des Arts, reprise en 1954 au Théâtre des Célestins.
- 1955 : L'Homme qui n'avait rien fait diffusé à la radio par RTF en janvier, mis en scène en 1970 par Marcelle Tassencourt, publié chez Éditions Gallimard en 1983 sous le titre Celui qui n'avait rien fait.
- 1960 : Le Sexe et le néant mis en scène par Marcelle Tassencourt au Théâtre de l'Athénée.
- 1968 : La défaite d'Annibal suivi de La Ville au fond de la Mer. Gallimard. 234 p.
- 1970 : Le Soir du Conquérant mis en scène par Pierre Franck.

### Adaptations dramatiques
- 1944 : Antigone 1580 d'après Robert Garnier mise en scène par Thierry Maulnier au Théâtre Charles de Rochefort, reprise en janvier 1945 au Théâtre du Vieux-Colombier.
- Antigone de Sophocle.
- 1952 : Dialogues des carmélites d'après Georges Bernanos mis en scène par Marcelle Tassencourt au Théâtre des Arts (quatre centième et dernière le 19 juillet 1953).
- 1953 : Œdipe-Roi de Sophocle mis en scène par Julien Bertheau à la salle Richelieu de la Comédie-Française.
- 1955 : La Condition humaine d'après André Malraux mise en scène par Marcelle Tassencourt au Théâtre des Arts.
- 1955 : Le Prince d’Égypte (The Firstborn) de Christopher Fry mis en scène par Marcelle Tassencourt au théâtre du Vieux Colombier.
- 1958 : Procès à Jésus (it) de Diego Fabbri mis en scène par Marcelle Tassencourt au théâtre Hébertot, joué en juin 1958 au festival Nuits de Bourgogne, le 16 décembre 1958 au Vélodrome d'Hiver, le 25 mars 1959 à l'Alhambra.
- 1959 : Rashomon de Fay Kanin mis en scène par Raymond Rouleau.
- 1960 : Le Signe du feu de Diego Fabbri mis en scène par Marcelle Tassencourt au théâtre Hébertot.
- 1963 : Othello de William Shakespeare mis en scène par Marcelle Tassencourt.
- 1964 : Macbeth de William Shakespeare, mis en scène de Claude Chabrol.
- 1967 : La Mégère apprivoisée de William Shakespeare mise en scène par Marcelle Tassencourt, reprise en 1990.
- 1967 : Roméo et Juliette de William Shakespeare mis en scène par Marcelle Tassencourt.
- 1969 : Le Prix (en) d'Arthur Miller mis en scène par Raymond Rouleau.
- 1972 : Le Marchand de Venise de William Shakespeare mis en scène par Marcelle Tassencourt.
- 1975 : L'Homme, la Bête et la Vertu. (it) de Luigi Pirandello mis en scène par Marcelle Tassencourt.
- 1978 : L'Avocat du diable de Dore Schary mis en scène par Marcelle Tassencourt.

## Prix
- Prix de la Critique 1935
- Prix Henri-Dumarest de l’Académie française 1937
- Grand prix de littérature de l'Académie française 1959
- Grand prix André Arnoux 1973
- Prix mondial Cino-Del-Duca 1985

## Réception
(juin 2023).

« …] une pièce raciale et politique au sens ethnologique du terme ou une pièce sociale et politique […] le théâtre de la déportation, le théâtre de la résistance, […], le théâtre de la duplicité colonialiste. »

— Critique du Prince d’Égypte créé le 21 septembre 1955 au théâtre du Vieux Colombier.

« […] cette pièce est la plus forte et la plus belle qu'on ait créée cette saison. »

— Robert Kemp au sujet du Profanateur créé le 5 janvier 1952 au théâtre de l'Athénée.

« Voilà une pièce que j’irai sûrement voir cinq ou six fois […] »

— Marcel Aymé au sujet de La Maison de la nuit créée le 16 octobre 1953 au théâtre des Arts.

« Que M. Thierry Maulnier le veuille ou non La Maison de la nuit est d’abord une pièce politique, la pièce d’un homme de droite, fasciné par le communisme, par ce communisme qui le répugne mais dont il ne peut s’empêcher, semble-t-il , de prévoir la victoire. »

— Critique de Robert Kanters en octobre 1953.

« […] jusqu’alors ses pièces étaient uniformément graves. Au contraire dans La Maison de la Nuit il a su, de temps à autre, détendre le spectateur par un sourire. »

— Jean-Jacques Gautier au sujet de la même pièce.

« N’est-ce pas détourner singulièrement le théâtre de sa voie que de le réduire à une suite d’images destinées à orner un texte supposé connu ? »

— Jacques Lemarchand, critique dans un journal de droite dépité par l'avantgardisme de l'adaptation à la scène de La Condition humaine.

« D’une pièce de M. Thierry Maulnier, on se demande toujours en quoi elle peut servir son anticommunisme maladif. »

— Guy Leclerc, critique communiste au sujet de la même en décembre 1954.

« Maurassien d'étroite observance dès sa jeunesse, j'ignore si Thierry Maulnier a donné beaucoup de larmes aux Basques de Guernica et si le traitement par le phosphore que Mussolini infligea aux Abyssins scandalisa outre mesure ce nationaliste intégral à qui les crimes politiques ne font ni chaud ni froid tant que ce ne sont pas des communistes qui les commettent. »

— Attaque ad hominem de François Mauriac rapprochant les prises de position publiques en faveur d'Hitler et de Mussolini du Thierry Maulnier d'avant guerre de celles d'après guerre contre la décolonisation et le communisme.

« J'ai été subjugé, [… un] style clair, le goût des aphorismes […] »

— Hommage d'Henri Troyat à son collègue académicien décédé l'avant veille.

### Sources
- Étienne de Montety, Thierry Maulnier, Perrin, Paris, 2013  (ISBN 978-2-262-04172-4).

1. ↑  p. 182.
2. 1 2 3  p. 223.
3. 1 2  p. 253.
4. 1 2  p. 232.
5. ↑  p. 237.
6. ↑  p. 50.

- Angie David, Dominique Aury : La vie secrète de l'auteur d'Histoire d'O, ELS, Paris, 2006  (ISBN 2-7561-0030-7).

1. ↑  p. 217.
2. ↑  p. 313 & 321.
3. ↑  p. 238.
4. ↑  p. 254.
5. 1 2  p. 257.
6. ↑  p. 265.
7. ↑  p. 266.

- V. Auzépy-Chavagnac, « La Jeune Droite Catholique (années 1930 et 1940) : histoire d'une différence », in Mil neuf cent : Revue d'histoire intellectuelle, vol. XIII, n° 1, Paris, 1995  (ISSN 1146-1225).

1. ↑  p. 97.
2. ↑  p. 91.
3. ↑  p. 93-94.
4. ↑  p. 88.

- V. Auzépy Chavagnac, préf. René Rémond, Jean De Fabrègues et la jeune droite catholique : Aux sources de la Révolution nationale, coll. « Histoire et civilisations »  (ISSN 1284-5655), PUS, Villeneuve-d'Ascq, 2002  (ISBN 9782859397746).

1. 1 2  p. 261.
2. 1 2  p. 274.
3. ↑  p. 294.
4. 1 2  p. 326.
5. 1 2 3  p. 360.
6. ↑  p. 170.